# Muraenosaurus
Muraenosaurus är ett utdött släkte av sauropterygiareptiler från mellersta jura i Europa. Fossil har påträffats i England och Frankrike.
Muraenosaurus kunde bli mellan 6 och 8 meter långa, men ungefär hälften av den längden tas upp av djurets hals, som hade 44 kotor. Bakom nacken, hade Muraenosaurus en kort, relativt oflexibel kropp och kraftfulla simfötter. Huvudet var anmärkningsvärt litet i förhållande till den totala storleken på djuret, endast cirka 37 centimeter.